# Cacia basifasciata
Cacia basifasciata là một loài bọ cánh cứng trong họ Cerambycidae.